# Tao (culture)
Pour les articles homonymes, voir Tao (homonymie) et Dao.

Caractère chinois 道 dào

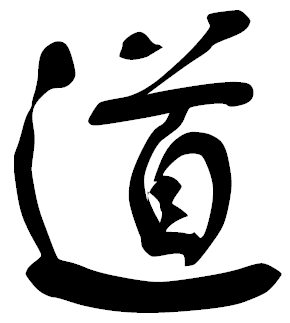
道 dào, calligraphié en écriture cursive

Tao est un terme de philosophie chinoise (en caractère chinois 道, dào signifiant « être suprême, voie, chemin » ; prononciation en pinyin de mandarin : dào, en shanghaien : do ; prononcé dō ou tō en japonais et do (도) en coréen). 
Le tao est la « mère du monde », le principe qui engendre tout ce qui existe, la force fondamentale qui coule en toutes choses de l’univers. C'est l’essence même de la réalité et par nature ineffable et indescriptible. Il est représenté par le taìjítú, symbole représentant l’unité au-delà de la dualité yin-yang. Le tao a été édifié ou systématisé dans le texte Tao Tö King attribué à Lao Tseu.
Le tao peut être considéré comme la matrice préalable au sein de l'univers au passage du qi ou souffle originel, précédant la parité binaire du yin-yang. Il est au cœur des conceptions éthiques chinoises (le mot "daode", morale, en est issu), généralement considérées comme une pragmatique du juste milieu, ou du choix propice. La participation individuelle au Tao se fait par le wuwei (« non-agir »).
Le tao est la notion maîtresse à l'œuvre dans le taoïsme, philosophie et voie spirituelle chinoise. Le confucianisme y fait référence aussi  mais dans un sens souvent plus moral (on utilise parfois abusivement le terme Tao pour dénommer le livre de Lao Zi, le Dao De Jing ou Classique du Dao).  
Il est souvent traduit par « le principe » et par extension, un grand nombre de pratiques et d'arts ou artisanats orientaux ont comme suffixe le mot dao, « l'art de » : cha dao, « l'art du thé », kongshoudao ou karaté-do, « l'art de la main vide », et ainsi de suite. 
Lao Tseu disait : « Le tao que l'on peut nommer n'est pas le tao »,. Le taoïsme est avec le confucianisme la forme de pensée la plus originale en Chine et dans certains pays d'Asie. Les concepts qui y sont reliés ont joué un rôle central dans le développement des sciences chinoises.

## Le mot
« De toutes les notions chinoises, l’idée de tao est, non certes la plus obscure, mais celle dont l’histoire est la plus difficile à établir, tant est grande l’incertitude où l’on demeure sur la chronologie et la valeur des documents. »

### Sens courant et Livre des odes

Le tàijítú : symbole du yin-yang

道 Dào est un mot de langue courante. Il signifie « route, voie, chemin… » tout aussi bien que « dire, expliquer, ordre, règle, doctrine… ». Ces deux sens se retrouvent déjà dans le shījīng (ou Livre des odes) « le classique des vers » (-1000~-500). Ce livre réputé le plus ancien a bien résisté aux copistes car ce ne sont que des poèmes. Autrement dit, si dès cette époque, le nom « voie » et le verbe « expliquer » correspondent au même caractère, il faut accepter les deux sens, en même temps, sans en choisir un dont se déduirait l'autre. Un matérialisme pourrait dire que le nom chemin devient doctrine par métaphore, un idéalisme pourrait rappeler qu'à cette époque une route est un acte civilisateur, c'est certainement intéressant pour enrichir le sens, pourvu qu'une direction ne prime pas sur l'autre.
Marcel Granet a repéré un usage un peu particulier dans le poème 245, 生民, Sheng Min. Hòujì 后稷, de jì « millet » est un enfant de naissance merveilleuse, qui résista à tous les périls où il fut exposé. Au paragraphe 5, le vers 1 donne du mal aux traducteurs, on y trouve le caractère 道 dào, dans une phrase disant à peu près : sait « aider la nature » à pousser.

### Étymologie
Pour approfondir un concept chinois, il est nécessaire d'en passer par l'analyse du caractère. Avec les récentes découvertes archéologiques, il est possible de tracer des généalogies plus sûres, d'éviter d'interpréter ce qui n'est par exemple, qu'une clé phonétique. Chaque époque est reconnaissable à un style graphique, surtout dû à une technique d'écriture. Pour la recherche de sens, on simplifiera les périodes ainsi :
- 甲骨文 jiǎgǔwén, oracles sur écailles et os, Dynastie Shang (-1500~-1000)
- 金文 jīnwén, écritures sur bronze, Dynastie Zhou (-1000~-200)
- 篆書 zhuànshū, caractères officiels en style sceau, fin des Zhou, Dynastie Qin (-221~-206) et Han (-200~200) avant la généralisation du papier.

Le caractère 道 dào est retrouvé sur des vases en bronze, ce qui suppose un sens religieux avant qu'il ne soit employé par les penseurs des cent écoles (-500~-220, Royaumes combattants). Il n'en a pas encore été découvert de versions dans l'écriture oraculaire sur os, ce qui permet au moins de dire, que le Tao n'est pas connu de toute éternité, et qu'il est attaché au sens religieux de ces vases.
Selon l'écriture actuelle, le caractère assemble deux clés, une sorte de pied, 辶 chuò, qui supporte comme un joyau orné, 首 shǒu. Les formes plus anciennes sont beaucoup plus variables, elles ne contredisent pas cette simplification, elles aident même à la préciser.
辶 chuò « mouvement », est une clé qui n'apparaît que très rarement seule. Elle se combine dans d'autres caractères, où elle apporte le sens à la fois de départ et d'arrêt. On se l'imagine dans zhú 逐 « poursuivre, chasser ». On y retrouve shǐ 豕, traduit désormais par « porc », mais dont le dessin sur os est un animal à quatre pattes. La chasse, des courses, des affûts, un mouvement concret, qui n'est pas le contraire du repos. Ce qui s'écrit maintenant 辶, chuò, unifié par le mouvement du pinceau et la typographie actuelle, a été un assemblage de : « le pas », chì, 彳,  et « l'arrêt », zhǐ, 止. Les deux pieds symétriques paraissent très clairement dans de nombreuses versions anciennes du caractère dào. Le mouvement du tao est déjà une alternance, une marche.
首 Shǒu, signifie « tête, chef ». Dans les inscriptions oraculaires, le caractère ressemble à une tête de singe, avec l'œil et les cheveux marqués. Sur les vases de bronze, il reste surtout des cheveux sur un œil, 目, mù. Dans le shījīng, le caractère signifie majoritairement tête, avec une occurrence traduisible par chef de clan, mais les mots pour rois ou empereurs sont différents. Des lectures chamaniques insistent sur cette tête de singe, ce n'est pas impossible, mais c'est encore hasardeux sans plus d'indices.
Une tête, des pieds, l'image semble bien organiser la distinction précédente : le « chemin » ou ce que tracent les pieds conduits par une tête, « dire, expliquer » : les pas qui mènent à une idée. Toutefois, des significations ne sont pas rassemblées, le vase de bronze, la tête de singe, le dieu de la végétation. Un dernier peut apparemment compliquer. Dans les arts martiaux chinois, en kung fu ou plus exactement en wushu, un tao désigne un enchaînement de mouvements à valeur pédagogique, qui définissent un style. Cet usage est intéressant parce qu'il vient du sud de la Chine et de traditions orales indépendantes de la littérature.

## Philosophie du Tao
« Sur la Voie [Dào], il n'y a aucune question à poser, aucune réponse à donner. Celui qui pose malgré cela des questions, pose des questions spécieuses, et celui qui répond quand même se place hors d'elle. Celui qui se place en dehors pour répondre à des questions spécieuses, celui-là ne verra pas l'univers qui est autour de lui, il ne connaîtra pas la grande Source qui est au dedans. » (Tchouang-Tseu). L'interpénétration des contraires, l'intrication des opposés, est naturelle et montre le chemin ; elle est le chemin, la Voie, le souffle du vide médian, l'équilibre du vivant.

## Sens religieux
Dans Remarques sur le Taoïsme ancien (1925), Marcel Granet donne la clé : le pas de Yu. Cette danse, encore pratiquée disait-il par les 道士 dàoshì « prêtres taoïstes », est aussi bien décrite dans le taoïsme des six dynasties (200~400) que pendant les Royaumes combattants (-500~-220). Peu importe le pas, cette pratique chamanique a pour but d'amener à l'extase, une sorte de danse de la pluie ayant aussi un pouvoir sur les esprits de la nature, et surtout des hommes. Au cœur du mythe politique, les héros fondateurs exécutent des danses, les souverains Zhou les imitent pour recevoir leur investiture. 

## La «voie» au Japon
Les arts martiaux chinois sont un moyen pour parvenir à cette unité entre les deux principes et avancer vers le Tao. Par métonymie un tao est un enchaînement de mouvements, le chemin menant à la maîtrise de l’art et donc vers l'unité. En chinois, on appelle également lu ce type d'exercice (voir aussi le mot japonais kata). 
Le terme tao peut aussi désigner la voie des mercenaires ou voie du guerrier, le wushutao, plus connu sous son nom japonais en Occident, bushido.
Au Japon, sur le même principe initial, c'est aussi la « voie » à suivre pour maîtriser un art qui mène vers l’unité. Le même idéogramme, le kanji (dō), est généralement utilisé en suffixe dans les noms d’arts martiaux japonais : karatedō, aikidō, kendō, jūdō, budō, iaidō, kyūdō, etc., mais aussi le kadō « voie des fleurs », autre nom de l’ikebana, l’art de l’arrangement floral nippon, ou le shodō « voie de l’écriture », la calligraphie japonaise.